# Efialtes
För förrädaren vid slaget vid Thermopyle, se Efialtes av Trakis.
Efialtes, grekiska Εφιάλτης, död 461 f.Kr., var en atensk politiker under antiken, som är känd som en företrädare för vad som skulle utmynna i den atenska demokratin. 
Första historiska belägget för Efialtes liv, är från 465 f.Kr. då han var strategos för den atenska flottan i Egeiska havet. Till skillnad från Cimon, menade Efialtes att atenare och spartaner var naturliga fiender. Han attackerade rådet i Areopagen, de arkonter som var själva navet för de konservativa krafterna i Aten, och anklagade dess ledamöter för försumlighet i deras tjänsteutövning. Under det att rådets anseende sjunkit, lade Efialtes fram en rad reformförslag, som gick ut på att dela upp den makt som Areopagen traditionellt besuttit. Detta var inledningen till den demokrati som uppstod i Aten, men Efialtes avrättades 461 f.Kr., och hann inte bevittna den utvecklingen.
Han nämns av Aristoteles och Plutarkos i Cimon och Pericles. Enligt Aristoteles i Den atenska konstitutionen, var Efialtes son till Sofonides, och hade blivit ledare för folket med hjälp av en arkont, men avrättades av Aristodikos av Tanagra, varefter rådet fråntogs sina befogenheter (Athenaion Politeia, IV:25).